# 林世榮 (商人)
林世榮（1955年—2008年9月26日），廣東省汕尾市海豐縣人，香港上市公司恒豐金業科技集團金至尊珠寶的創辦人，博士。
生前為香港恒豐金業科技集團董事局主席、湖南省政協委員、汕尾市政协常委，有「香港金王」之稱，「金廁所」是其代表作。
妻子林陳吟揮曾任集團董事局主席，育有1子2女。
林世榮1977年從海豐到香港，2008年9月26日在自宅心臟病發去世。
治喪委員會成員包括林大輝、田北俊、蔣震、蔣麗芸、蔡志明、蔡素玉等。告別式在世界殯儀館舉行。

## 外部參考
- 林世榮：一代金王生前身後事 （页面存档备份，存于）
- 香港金至尊老闆林世榮猝死享年53歲 （页面存档备份，存于）
- 金王林世榮 心臟病猝逝 （页面存档备份，存于）
- 錘劫金至尊:憑金廁所打響名堂，歷盡興衰 （页面存档备份，存于）

1. ↑  政协港澳委员建言献策实录 的存檔，存档日期2013-06-05.
2. ↑  金至尊品牌故事電視報導/資料來源:亞洲電視